# Monza
Monza là một thành phố tại tỉnh Monza và Brianza, vùng Lombardia, Ý. Thành phố có dân số 121.961 người. Đây là thành phố lớn thứ 3 tại vùng Lombardia. Thành phố nằm bên sông Lambro, một nhánh của sông Po.
Monza có cự ly 15 km về phía bắc-đông bắc của Milano. Thành phố có đường đua giả Grand Prix, Autodromo Nazionale Monza. Kiến trúc sư và nhà thiết kế Gualtiero Galmanini là tác giả của kế hoạch đô thị của thành phố Monza trong thế kỷ XX.
Vào ngày 11 tháng 6 năm 2004 Monza đã được chọn làm thủ phủ của tỉnh mới tỉnh Monza và Brianza. Việc sắp xếp hành chính mới đến đầy đủ hiệu lực vào mùa hè năm 2009; trước đó, Monza là một đô thị trong tỉnh của Milan.
Monza là thành phố lớn thứ ba của Lombardia và các trung tâm kinh tế, công nghiệp và hành chính quan trọng nhất của vùng Brianza, với ngành công nghiệp dệt may và thương mại và xuất bản.

## Công dân nổi bật
- Theodelinda, nữ hoàng của Lombardy
- Carlo Amati (1776-1852), kiến trúc sư
- Emilio Borsa (1857-1931), họa sĩ
- Gerolamo Gaslini (1877-1964), nhà công nghiệp
- Gualtiero Galmanini (1909-1978), Kiến trúc sư và nhà thiết kế
- Vittorio Brambilla (1937-2001), tay đua F1
- Daniele Massaro (1961), cầu thủ bóng đá (cầu thủ bóng đá)
- Andrea Galbiati (1970), boxing
- Corrado Lo Priore (1969) nhà tâm lý học
- Pierluigi Casiraghi (1969) cựu cầu thủ bóng đá Ý
- Marco Monti (1964) Ý cựu cầu thủ bóng đá, huấn luyện viên